# Armalcolita

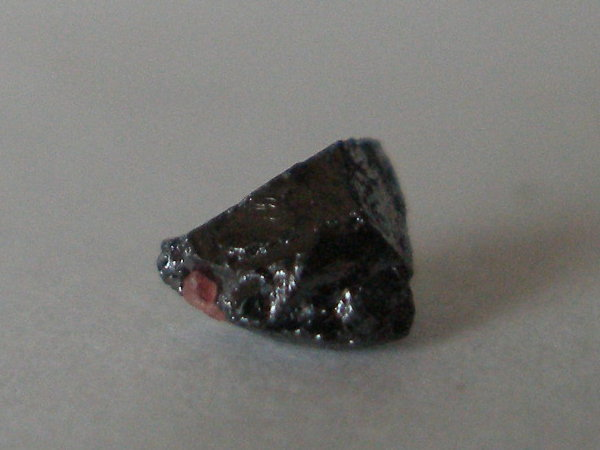

Armalcolita é um mineral de óxido de titânio, descoberto e coletado no Mar da Tranquilidade, na Lua, pela tripulação da Apollo 11 em 1969.
A rocha lunar é formada por óxido de ferro, titânio e magnésio opaco, e foi denomidada de Armalcolita em homenagem aos astronautas do Apollo 11 (Armstrong, Aldrin e Collins).